# Герундий
Герундият е нелична глаголна форма, която функционира като съществително име в латинската граматика, а оттам преминава в редица романски езици, в английския и в други езици. Герундият може да се използва като подлог, допълнение или друга част на изречението.
В славянските езици, включително българския, герундият се нарича отглаголно съществително име.

## Герундий в различните езици
Английският герундий завършва на -ing: 
She likes learning foreign languages. (Тя обича да изучава чужди езици.)
Буквален превод (с отглаголно съществително): Тя обича изучаването на чужди езици.
Същата форма се използва като сегашно деятелно причастие (изучаващ) и като деепричастие (изучавайки), тоест изпълнява в изречение службата на определение или обстоятелствено пояснение за начин. Английската ing-форма има също смисъл на отглаголно съществително име, поради което може да служи и като подлог, допълнение или сказуемо.
Например английският глагол to run (тичам) има ing-форма running, която притежава всички тези  значения: тичащ, тичайки, тичане, а предшествана от спомагателния глагол to be (напр. am running, was running), означава и тичам (в съответното продължително глаголно време).